# Тель-Зейдан
Тель-Зейдан (англ. Tell Zeidan) — археологический памятник убейдской культуры, датируемый примерно 5500-4000 годами до нашей эры, состоит из трёх крупных теллей (курганов) суммарной площадью около 31 акра. Расположен примерно в 5 км к востоку от Ракки, на восточном берегу реки Белих и немного севернее ее впадения в реку Евфрат. Относится к историческому региону Месопотамия и системе рек Тигр-Евфрат, часто именуемыми «колыбелью цивилизации».
Курганы впервые были обнаружены американским археологом Уильямом Олбрайтом в 1926 году. В 1930-х британский археолог сэр Макс Маллован провёл их краткое исследование и дал описание. В 1983 году Тель-Зейдан более подробно изучала команда Голландского регионального исследования долины Балих (англ. Dutch Balikh Valley Regional Archaeological Survey) во главе с Маурицем ван Луном.
Систематическое исследование памятника и раскопки начались в 2008 году в рамках международного «Совместного сирийско-американского археологического исследовательского проекта в Тель-Зейдане» (англ. Joint Syrian-American Archaeological Research Project at Tell Zeidan). В июле 2010 года должен был начаться третий сезон раскопок. Руководили проектом Мухаммад Сархан, директор музея Ракки, и Гил Штайн, директор Восточного института Чикагского университета.
Было обнаружено четыре культурных слоя, из которых нижний относился к культуре Халаф, следующий — Убейд, а два верних — к позднему медному веку. В интересовавший период убейдской культуры на месте Тель-Зейдана существовала протогородская община, по-видимому, располагавшаяся на месте храма.
Вероятно, места раскопок были частично разграблены после начала гражданской войны в Сирии.